# Linn Koch-Emmery
Linn Christel Brita Koch-Emmery, född 13 juni 1992 i Hamburg och uppväxt i Norrköping, är en svensk sångare och låtskrivare. Sedan 2016 har hon släppt ett flertal singlar och EP. Debutalbumet Being the Girl släpptes 7 maj 2021.

## Biografi
Linn Koch-Emmery är född i Hamburg, men uppväxt i Norrköping. Linn har en tvillingsyster som även hon är musiker. Hon beskriver systrarnas relation som att de för det mesta är varandras främst konkurrenter, men att de samtidigt får stort stöd i varandra och musiken.
Linn Koch-Emmery har studerat konst och design och arbetade en tid som designpraktikant på ett skivbolag i London. Idag (2021) arbetar hon deltid som journalist i Stockholm.

## Karriär
Linn Koch Emmery var tidigt övertygad om att det var just musik hon ville hålla på med och spelade i sitt första band redan som 13-14 åring.
Fram till att hon var 19 spelade hon i indierockbandet Zau Glück tillsammans med sin syster och tre tjejkompisar. Bandet splittrades när systern flyttade till London. Efter det satsade hon på en solokarriär.
2016 släpptes hennes första singel "Come Back" och året därpå släpptes EP:n "Boys" som bland annat innehöll låten "Bby Nevermind" som spelades flitigt i radiokanalen P3. I december 2018 utnämndes hon till framtidens artist av P3. Musiken gav så pass stort genomslag att Koch-Emmery fick möjlighet att turnera både i USA och Mexiko och senare följde med som support under det svenska bandet Johnossis turné. 2019 öppnade hon för det ryska punkbandet Pussy Riot på Liseberg.
2019 utsågs hon till "2019:s framtidshopp" av Göteborgs-Posten.
I början av 2020 var hon förband åt Liam Gallagher när han spelade inför ett fullsatt Annexet.
I april 2020 uppträdde hon live på P3 sessions där hon framförde en cover av låten "Falling Down" av Lil Peep och XXXTentacion.
2022 nominerades hon till en Grammis för Årets Rock.

### Albumdebut
Linn Koch-Emmerys första album Being the Girl släpptes 7 maj 2021.
Låtlista
1. (teething)
2. Hologram Love
Första singeln att släppas från albumet. I en intervju beskriver hon att låten handlar "om en tanke jag brukar luta mig mot, att saker och människor kan komma tillbaka om det var menat att vara. Den där känslan av att man kanske kommer springa in i varandra om 10 år på bussen, i mataffären eller baren och att man får en chans till. Under tiden kommer man med största sannolikhet ha glömt alltihop, men det är en tröstande tanke".[6]
3. No Place for You
4. Linn RIP
Andra singeln från albumet. Den mottogs positivt både av publik och kritiker. Låten handlar enligt Koch-Emmery om att vara trött på sig själv. I en intervju berättar hon den handlar om att göra om samma misstag gång på gång till den grad att det vore skönt att sätta sin personlighet på paus. Hon förklarar att "det var befriande att bara få göra något nytt, för mig låter det som jag vill att indie ska göra 2021."[9]
5. Dirty Words
6. Wake Up
7. (The Globe in Morning Lane, June 4th)
8. Blow My Mind
Tredje singeln från albumet. Den släpptes under 2021 som en del av EP:n med samma namn som också innehöll de tidigare utgivna singlarna "Hologram Love" och "Linn RIP".
9. Paralyzed
10. Hard to Love
Fjärde singeln från albumet. Den släpptes 2021 som en del av EP:n med samma namn som också innehöll de tidigare utgivna singlarna "Hologram Love", "Linn RIP" och "Blow My Mind". Koch-Emmery har själv beskrivit "Hard to Love" som "en kärlekshistoria förklädd till ett brottsdrama. Jag ville på något sätt förklara mig själv, skylla på någon och hitta en anledning som fick det jag gjorde att framstå som mindre själviskt, men hur jag än vände och vred på det, så slutade det alltid med att det var jag som var boven."[10]
11. Lasershot

## Diskografi

### Album
- 2021 – Being the Girl

- 2024 - Borderline Iconic

### EP:s
- 2017 – "Boys"
- 2018 – "Waves"
- 2021 – "Blow My Mind"
- 2021 – "Hard to Love"

### Singlar
- 2016 – "Come Back"
- 2017 – "Forever Sounds"
- 2017 – "Under the Sun"
- 2018 – "Wires"
- 2018 – "Don't sleep in my luv"
- 2020 – "Hologram Love"
- 2020 – "Linn RIP"
- 2022 – "Falling Down"
- 2024 – "Ebay Armour"